# دولنی پریم
دولنی پریم (به چکی: Dolní Přím) یک منطقهٔ مسکونی در جمهوری چک است که در ناحیه هرادتس کرالووه واقع شده‌است. دولنی پریم ۶۳۶ نفر جمعیت دارد.